# Cessna 172 Skyhawk
Cessna 172 Skyhawk är ett fyrsitsigt enmotorigt högvingat allmänflygplan med noshjul, tillverkat av Cessna Aircraft Company i Wichita, USA och Reims i Frankrike. 
Cessna 172 finns i ett flertal versioner med olika motoralternativ och utrustning i cockpit. Även som 172RG med infällbart landställ. Totalt har över 42 500 Cessna 172 tillverkats, av vilka ca 22 000 var 172N.
Cessna 172 är än i dag ett mycket vanligt skolflygplan som många piloter har flugit sina första timmar i. Cessna 172 är en direkt efterföljare till Cessna 170, som dock hade sporrställ, medan modell 172 har noshjul.

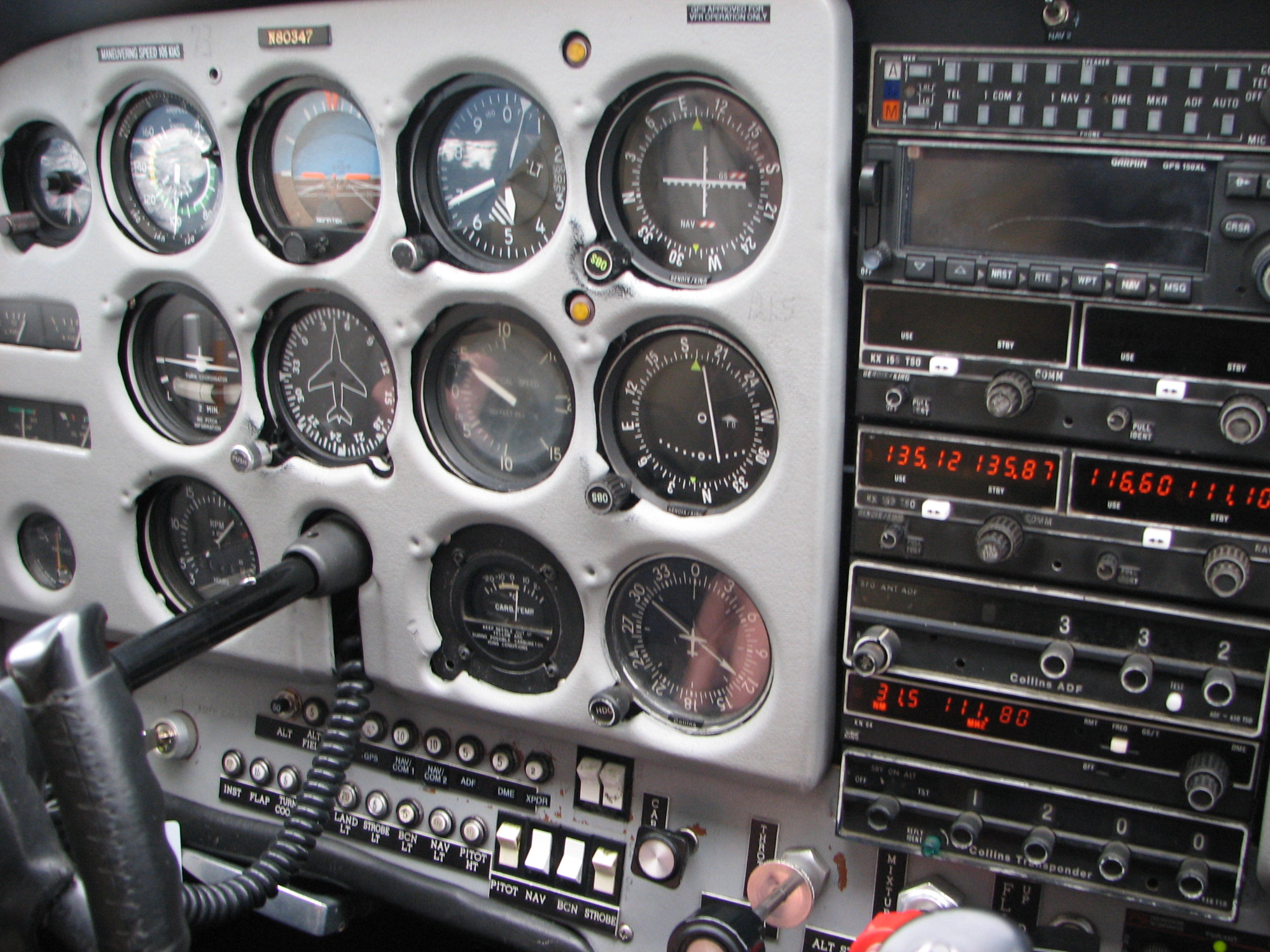
Instrumentpanelen i en Cessna 172.

Tidiga 172:or var mycket lika 170:orna till utseendet, med samma raka stjärtparti och samma höga landställ. På senare versioner infördes modifierat landställ, samt en annorlunda bakkropp med fönster. Cessna marknadsförde den nya möjligheten att se bakåt som Omnivision. Det slutliga utvecklingssteget, i mitten av 1960-talet var den bakåtsvepta stjärtfenan som fortfarande används. Själva kroppen har förblivit i stort sett oförändrad sedan dess, medan uppdateringar har skett av motor och avionik, exempelvis infördes 2005 glascockpit med Garmin G1000 som tillval. Produktionen avbröts i mitten av 1980-talet, men återupptogs 1996, med modellerna Cessna 172R (motor på 160 hk/120 kW) och Cessna 172SP (motor 180 hk/135 kW).
De äldre versionerna av Skyhawk levererades med en sexcylindrig Continental O-300A-motor på 145 hk (110 kW). Senare flygplan kom att levereras med motorer på upp till 180 hk (135 kW), även om 150 hk eller 160 hk (110 resp 120 kW) var vanligare. En mindre vanlig modifiering var en 220 hästkrafters Franklinmotor. Cessna byggde även en version av 172 med infällbart landställ, Cutlass 172RG. Den versionen hade även omställbar propeller som tillval. Samma sak med den mer spartanska militära modellen Cessna 172E som såldes till US Army som bevakningsplan. 
Reims Rocket, benämnd FR172J byggdes av Reims Aviation från sent 1960-tal till mitten av 1970-talet och var försedd med en 210 hk Rolls-Royce-byggd Lycoming IO-360D med direktinsprutning, och omställbar propeller. Detta ledde fram till modellen R172K Hawk XP vilken byggdes från 1977 till 1979 i både Wichita och Reims. Den var försedd med en Lycoming IO-360K (senare IO-360KB) med direktinsprutning, nedtrimmad till 195 hk, och en omställbar tvåbladig propeller. Denna version är kapabel till en marschfart på 130 knop (235 km/h) och har prestanda liknande dem hos Cessna 182 Skylane.
Normal marschfart för en 172 med fast landställ ligger mellan 105 och 125 knop (190 till 225 km/h), beroende på motoralternativ och effektuttag. Försedd med flottörer ligger marschfarten runt 85-90 knop.
Skyhawk är en modell i en stor familj av högvingade, oftast noshjulsförsedda, enmotoriga flygplansmodeller från Cessna. Från de tvåsitsiga 150/152 (inte längre i produktion) till de mer kraftfulla 182 Skylane, de sexsitsiga 206 Skywagon med dess sju-(åtta)sitsiga variant 207 Skywagon och den 14-sitsiga turboprop-modellen 208 Caravan, tillsammans med flera andra modeller som inte längre produceras.

## Användning inom USA:s statsförvaltning
En variant av Cessna 172, T-41 Mescalero, användes som skolflygplan inom USA:s flygvapen och USA:s armé. 
Varianten T-41A är standard Cessna 172F, G, H och K. Såväl T-41B och T-41C är utrustade med 210 hp (160 kW) Continental IO-360 motorer. 
Tack vare sin högvingskonstruktion, stabilitet vid låga flyghastigheter och relativt låga stallfart, är Cessna 172 ett utmärkt flygplan för sök- och räddningsuppdrag, och är den främsta plattformen för Civil Air Patrols (CAP) operationer. Vissa C-172RG i CAP:s flotta är utrustade med Satellite Digital Imaging System.
Dessutom opererar United States Border Patrol en flotta som består av många Cessna 172. De är utrustade för gränsbevakning mellan USA och Mexiko.

## Militära operatörer
Angola, Bolivia, Chile, Colombia, Dominikanska republiken, Ecuador, El Salvador, Frankrike, Filippinerna, Grekland, Guatemala, Honduras, Indonesien, Irland, Liberia, Nicaragua, Pakistan, Panama, Peru, Saudiarabien, Storbritannien, Sydkorea, Thailand, Trinidad och Tobago, Turkiet och USA.

## Källhänvisningar
1. ↑  Flight International, 20 juni 2017 (engelska), s. 24.